# LIM培地
LIM培地（エルアイエムばいち）とは、腸内細菌の鑑別・確認(特にSalmonella属の鑑別)に用いる半流動培地である。
この培地では、リシン(L)脱炭酸・インドール(I)産生・運動性(M)が確認できる。
東京都立衛生研究所の善養寺ら（1968）によって開発され、紙面では五十嵐・太田・善養寺（1969）によって発表された。

## 培地の組成
| 物質                     | 量     |
| 酵母エキス               | 3.0g   |
| ペプトン                 | 12.8g  |
| ブロムクレゾールパープル | 0.02g  |
| ブドウ糖                 | 1.0g   |
| L-トリプトファン         | 0.5g   |
| L-リジン塩酸塩           | 10.0g  |
| 寒天末                   | 2.7g   |
| 水                       | 1000ml |
| ------------------------ | ------ |

PH=6.7になるように調整する。
上記を加温溶解後、試験管に分注し、綿栓などの通気性のあるもので栓をしオートクレーブで滅菌して用いる。

## 特徴
- 本培地は半流動性を持つ培地である。
- 本培地には、リジンが含まれており、これがEscherichia coliやSalmonella属のような脱炭酸作用を持つ細菌によって分解されると、培地の下部の色が無変化(紫色)のものをリジン脱炭酸陽性、黄変するものを陰性とする。[2]
- 運動性は、穿刺した部分から放射状に菌が発育しているかどうかで確認する。穿刺した部分のみの発育の場合陰性、穿刺した部分以上に白濁している場合を陽性とする。
- ペプトンの中に含まれるトリプトファンがトリプトファナーゼにより分解されピルビン酸とインドールが出来る。インドールは酸性条件下でパラジメチルベンツアルデヒドと反応し赤色の発色を呈する。この発色を見る為にアルデヒド試薬を用いる。（なお、このテストは上記の確認が済んだ後に行わなければならない。）[2]

## 培養の方法
- 培地は、寒天高層培地を用いる。
- 培地は使用する前に、無菌試験等を行ない問題の無い物を用いる。
- 検査を行なう独立コロニーから菌を採取し培地に穿刺する。
- 平板培地を好気条件下において、35℃で24-48時間培養する。[2]

## 主な菌の発育の性状
| 菌名                   | リジン脱炭酸 | 運動性 | インドール |
| Escherichia coli       | +            | +      | +          |
| Salmonella Paratyphi A | -            | +      | -          |
| Shigera sonnei         | -            | -      | -          |
| Salmonella choleraesis | +            | +      | -          |
| ---------------------- | ------------ | ------ | ---------- |